# Озерки (станція метро)
60°02′13″ пн. ш. 30°19′17″ сх. д. / 60.03694° пн. ш. 30.32139° сх. д.
Озерки — станція Московсько-Петроградської лінії Петербурзького метрополітену, розташована між станціями «Удільна» і «Проспект Просвіти».
Станція відкрита 19 серпня 1988 у складі ділянки «Удєльна» — «Проспект Просвіти».
У 1970-х роках, при проектуванні траси, станція планувалася на захід від озер, біля залізничної платформи «Озерки», за якою і дістала назву, а та, в свою чергу, за однойменним районом. Але оскільки великих житлових масивів там немає, проект було змінено.

## Технічна характеристика
Конструкція станції — односклепінна глибокого закладення (глибина закладення — 59 м). Похилий хід тристрічковий, починається з північного торця станції.

## Вестибюль
Наземний вестибюль є прямокутною будівлею з порталом, що веде всередину вестибюля. Метровокзал засклений з усіх сторін. Вихід у місто
на Поклонну гору, Виборзьке шосе, проспект Енгельса.

## Оздоблення
Станція оздоблена гранітом і мармуровим діабазом теплих помаранчевих відтінків. Колійні стіни оздоблені травертином. Світильники виконані у вигляді атомів і молекул, званих місцевими машиністами «ікринки». «Ікринка» мутує якщо замість люмінесцентної лампи в плафон вставляють натрієву.
Станція оздоблена мозаїками: у глухому торці панно «Пори року», на підлозі платформи 4 мозаїки «Озера» і в нижньому ескалаторному залі — «Вінок». Мозаїчний набір — мозаїчна майстерня АХ СРСР. У давнину Озерки — старопетербурзька зона відпочинку з системою озер, пагорбами і лісопарком. Тому тема природи, зміни пір року стала основою художніх творів. Як головні елементи обрано графічне зображення кіл — символів озер і зображення гілок, дерев і птахів — символів зміни пір року. У різних поєднаннях ці знаки перетворюються або на мозаїчну композицію «Вінок пір року», зустрічає при спуску по ескалатору, або стають чотирма мозаїчними елементами підлоги — «озерами» — символами пір року, або завершують художній образ станції великою мозаїчної композицією «Віддзеркалення», де весняні, літні, осінні і зимові дерева відображені в умовному дзеркалі озера.
Жива оксамитова поверхня мозаїки торцевої стіни залу з природного каменю в поєднанні з полірованими смальтових мозаїк підлоги збагачують раціональну сучасну архітектуру станції.

## Ресурси Інтернету
- «Озерки» на metro.vpeterburge.ru (рос.)
- «Озерки» на форумі metro.nwd.ru (рос.)
- Санкт-Петербург. Петроград. Ленінград: Енциклопедичний довідник. «Озерки» (рос.)